# Суражский уезд (Витебская губерния)
Су́ражский уе́зд — административно-территориальная единица в составе Полоцкой и Витебской губерний Российской империи, существовавшая в 1777—1796 и 1802—1866 годах. Центр — город Сураж.
Суражский уезд был образован в составе Полоцкой губернии 22 марта 1777 года. 10 января 1778 года Полоцкая губерния была преобразована в Полоцкое наместничество. 12 декабря 1796 года при ликвидации Полоцкого наместничества был упразднён и Суражский уезд. 27 февраля 1802 года уезд был восстановлен в составе Витебской губернии.
25 ноября 1866 года Суражский уезд был упразднён, а его территория разделена между Велижским, Витебским и Городокским уездами Витебской губернии.